# Nova Viçosa (ort)
Nova Viçosa är en ort i Brasilien.   Den ligger i kommunen Nova Viçosa och delstaten Bahia, i den sydöstra delen av landet, 900 km öster om huvudstaden Brasília. Nova Viçosa ligger 8 meter över havet och antalet invånare är 55 980.
Terrängen runt Nova Viçosa är mycket platt. Havet är nära Nova Viçosa åt sydost.